# Mluvící balík
Mluvící balík (anglicky The Talking Parcel) je kniha pro děti napsaná Geraldem Durrellem v roce 1974. Děj knihy se odehrává v bájné zemi Mytologii a vypráví příběh tří dětí, které pomohou obyvatelům této země v boji proti baziliškům. Český překlad Františka Fröhlicha ilustroval Adolf Born.
Podle knihy byl natočený kreslený večerníček Podivuhodné příběhy Šimona a Penelopky. Skladatel Marko Ivanović na její motivy napsal operu Čarokraj, jež měla premiéru v Národním divadle roku 2012. Také existuje stejnojmenná textová hra.

## Děj knihy
Tři děti jsou na prázdninách v Řecku. Když si hrají u moře, po vodě připluje balík, který mluví. Děti balík rozbalí a zjistí, že do balíku byl zabalen mluvící papoušek. Ten děti zavede do svého domova, země Mytologie, kde děti pomohou jejímu vládci, starému a trochu senilnímu čaroději H. H. zvítězit nad krutými bazilišky, kteří Mytologii obsadili a terorizují ostatní rasy a bytosti, jež zde žijí. K porážce bazilišků nakonec přispějí hlavně ropušáci, kteří sloužili baziliškům jako otroci, a dále zbabělé lasičky, jež se však po požití routy stanou bojovnými. V knize vystupuje mnoho bájných tvorů, jako jsou jednorožci, gryfové, fénixové, draci, vlkodlaci nebo bazilišci. Většinou se jedná o bájné bytosti a rasy známé i z jiných knih žánru fantasy, ale někteří tvorové, například ropušáci, lasičky nebo čarotelata, jsou dílem autorovy fantasie.